# Ярослав Юрій Юрійович
Ярослав Юрій Юрійович (* 1890, Остап'є, Хорольський повіт — 1937) — український дипломат, громадський і політичний діяч, член УПСР, радник надзвичайної дипломатичної місії УНР, директор інформаційного департаменту Міністерства закордонних справ Української Народної Республіки.

## Біографія
Народився 1890 року. Оскільки він був радником надзвичайної місії УНР, його вислали в січні 1919 року до Москви для переговорів з урядом РРФСР. У 1930-хроках був членом правління у Харкові. У 1937 році був репресований за участь в Українському Національному Центрі (УНЦ).